# Górno (województwo świętokrzyskie)

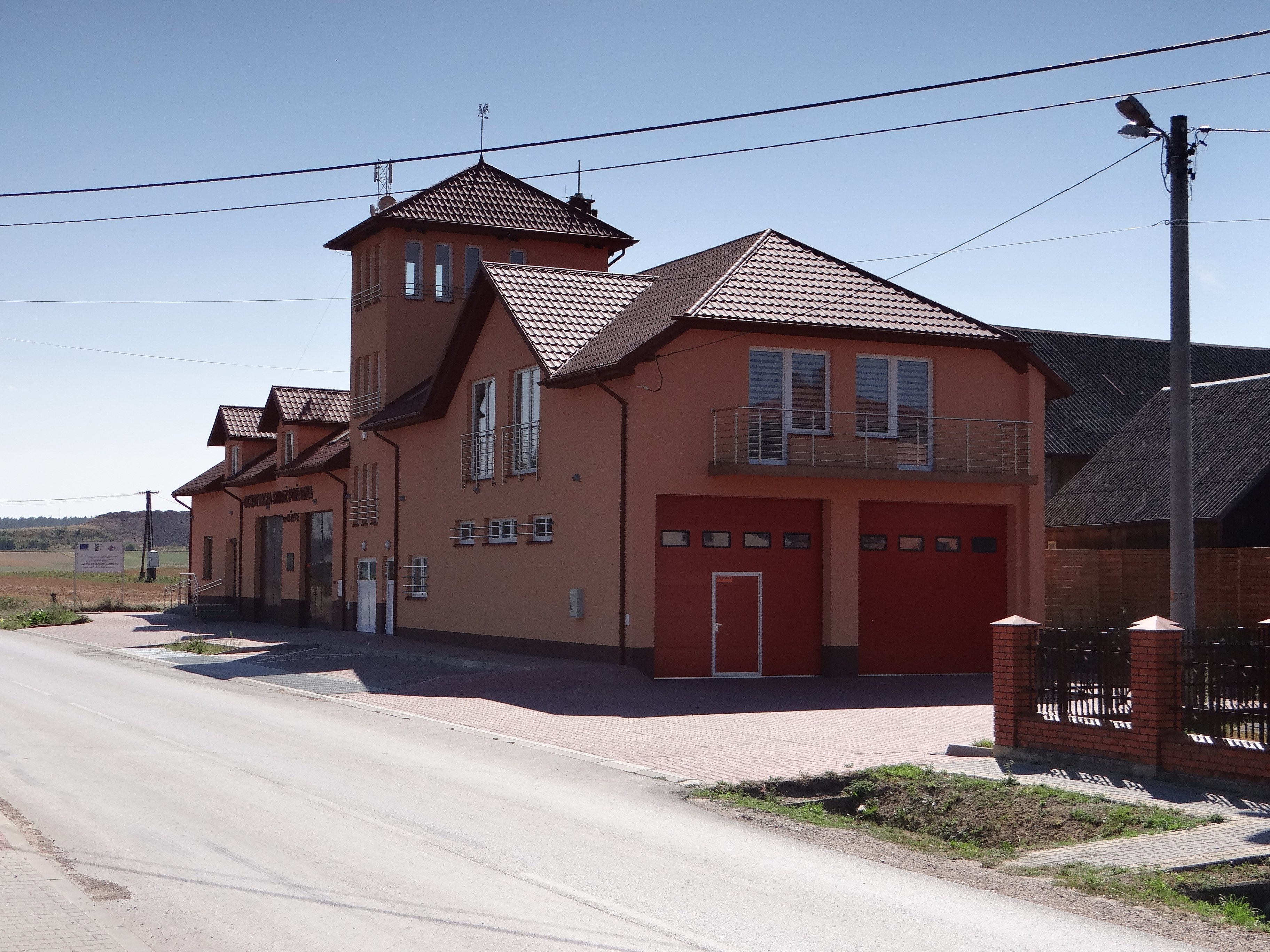
Budynek Ochotniczej Straży Pożarnej w Górnie

Górno – wieś w Polsce położona w województwie świętokrzyskim, w powiecie kieleckim, w gminie Górno. Przez Górno przebiega droga krajowa nr 74 na odcinku Kielce–Opatów.

## Historia
Górno w wieku XIX stanowiło wieś w ówczesnym powiecie kieleckim, gminie Górno. Według spisu miast, wsi, osad Królestwa Polskiego z roku 1827 było tu 74 domów i 360 mieszkańców. Gmina Górno należała wówczas do sądu gminnego okręgu I w Bodzentynie, stacja pocztowa w Kielcach. Gmina posiadała obszar 13344 mórg i 5187 mieszkańców.
W 1844 spiskował tu przeciw zaborcom ks. Piotr Ściegienny, 20 lat później tutejsi chłopi brali udział w powstaniu styczniowym. 
W 1864 car Aleksander II Romanow wydał ukaz o uwłaszczeniu chłopów w Królestwie Polskim. Na mocy tego dekretu ziemia i budynki posiadane przez mieszkańców Górna stały się ich własnością. W latach 30. XX w. przez wieś przebiegała trasa kolejki z Kielc do Złotej Wody.
Podczas okupacji niemieckiej, 5 sierpnia 1944 hitlerowcy rozstrzelali 23 mieszkańców w odwecie za akcje partyzanckie. W pacyfikacji wsi uczestniczył też służący reżimowi III Rzeszy Kałmucki Korpus Kawalerii, który oprócz mordowania ludności dokonywał rabunków i podpaleń budynków wiejskich. Zdarzenie to upamiętnia znajdujący się w miejscowości pomnik.
W latach 1954–1972 wieś należała i była siedzibą władz gromady Górno. W latach 1975–1998 miejscowość administracyjnie należała do województwa kieleckiego.
Miejscowość jest siedzibą gminy Górno. Jest także siedzibą rzymskokatolickiej parafii św. Wawrzyńca Diakona i Męczennika.
W roku 2021 we wsi mieszkały 2274 osoby, z czego 50,5% mieszkańców stanowiły kobiety, a 49,5% mężczyźni.
Kazimierz Rymut w Nazwach Miejscowych Polski wymienia Górno i Górno-Parcele, dwie wsi położone w gminie Górno, 14 km na wschód od Kielc. W dokumentach źródłowych wieś występuje początkowo jako Górne (1400 r.) de Gorno (1437 r.), u Długosza – Górne 1470-80 DB II 458, Górne 1787 Spis 396; Gorno 1827 Tabella I 138; Górno 1881 SG II 721. Nazwa pochodzi od apelatywu góra, z sufiksem -no. Człon drugi jak Górno-Parcele od parcela „działka gruntu, majątku ziemskiego, lasu, wystawiona na sprzedaż, sprzedana” i od gwarowego parcelant w znaczeniu właściciel parceli
| SIMC    | Nazwa         | Rodzaj    |
| ------- | ------------- | --------- |
| 0238888 | Bór           | część wsi |
| 1066797 | Górno-Osiedle | część wsi |
| 0238931 | Królówka      | część wsi |
| 0238948 | Po Szosie     | część wsi |
| 0238894 | Rudki         | część wsi |
| 0238902 | Rzechty       | część wsi |